# Ryndy
Ryndy – część wsi Szaniawy-Poniaty w Polsce, położona w województwie lubelskim, w powiecie łukowskim, w gminie Trzebieszów.
W latach 1975–1998 Ryndy administracyjnie należały do województwa siedleckiego.

## Historia
W wieku XV samodzielna wieś Szaniawy-Rindi w której Andrzej Rinda płaci pobór z 6 włók, od siebie i sąsiadów swoich którzy sami orzą w wymiarze 3 floreny oraz 2 grosze od zagrodnika (Pawiński, Kodeks Małopolski-385,399 i 415)